# Super Festival Nacional do Filme Super 8
Super Festival Nacional do Filme Super 8 foi um festival de cinema brasileiro organizado pelo Grupo de Realizadores Independentes de Filmes Experimentais (GRIFE) entre os anos de 1973 e 1983. O festival, que ocorria anualmente na cidade de São Paulo, foi um dos eventos mais importantes para o filme experimental de Super-8 no Brasil.

## História
Idealizado por Abrão Berman (considerado o pai de super 8 no Brasil), apos o mesmo ter criado o GRIFE no início da década de 1970, tinha como objetivo estimular e premiar produções cinematográficas no formato super-8.
Nomes como Jayme Monjardim, Flávio Del Carlo, Carlos Porto, Leonardo Crescenti, Isay Weinfeld, Marcio Kogan, Fernando Severo, entre outros, participaram do festival. Entre os onze festivais que ocorreram, quase todos foram realizados no Theatro São Pedro. A partir da edição de 1978, o festival abriu espaço para seminário de estudos e debates sobre o cinema super 8, além uma uma amostra paralela de filmes que não estavam selecionados para as sessões competitivas. Na quinta edição do festival (1977), por exemplo, foram inscritas 130 produções que concorreram em várias categorias.
Com o desenvolvimento do dito "formato eletrônico" de exibição de filmes com o uso do videocassete, o formato super-8 entrou em declínio de produção no início dos anos de 1980. Em 1983, ocorreu o último festival da GRIFE, e no mesmo ano, ocorreu o fim do Grupo de Realizadores Independentes de Filmes Experimentais.